# Энсина, Хуан дель

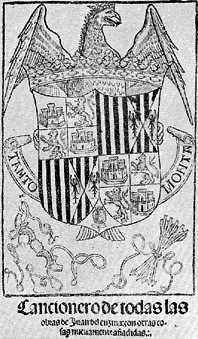
Титульный лист собрания сочинений Хуана дель Энсины, 1496

Хуа́н дель Энси́на (исп. Juan del Encina, урожд. Хуан дель Фермоселье; 12 июля 1468, Фермоселье — 1529, Леон) — испанский поэт, драматург и композитор, часто называемый «отцом испанской драмы».

## Биография
Хуан дель Фермолесье родился в семье сапожника и был одним из минимум семерых детей. Приблизительно в 1492 году он окончил Университет Саламанки и тогда же стал членом свиты дона Фадрике де Толедо, второго герцога Альбы (по другим источникам, он стал работать на него только в 1495 году), развлекая своего покровителя поэмами и драмами, первой известной из которых стала Triunfo de la fama, написанная в ознаменование падения Гранады. Работал же Энсина в начале 1490-х годов капелланом в кафедральном соборе Саламанки и именно здесь сменил своё имя на Энсина. Вскоре он был вынужден уйти с церковной службы, так как не был рукоположен в сан священника.
В 1496 году он издал книгу «Cancionero» — собрание песен и стихотворений, драматических и лирических стихов, предпослав ему небольшой трактат о поэтике («Arte de poesia castellana»). Продолжал работать для Альбы; тематикой его произведений чаще всего становились пасторальные мотивы и безответная любовь. Через несколько лет он посетил Рим в поисках продвижения по службе. Там, вероятно, работал в музыкальных учреждениях ряда дворян и кардиналов, пока не привлёк внимание папы Александра VI своими способностями к музыке, получив назначение хормейстером. Приблизительно в 1518 году Энсина совершил паломничество в Иерусалим, где отслужил свою первую мессу. В 1509 году он получил должность каноника в Малаге; в 1519 году он был назначен приором Леона, где и умер в 1529, 1530 или 1533 году.
63 пьесы Энсины различных светских жанров (вильянсико, романс, кансона, вариации на фолию) вошли в знаменитый Дворцовый песенник (Cancionero de Palacio).

## Издания и литература
- Juan de Encina. Arte de poesia castellana. Salamanca, 1496; ed. F. López Estrada, in: Las poéticas castellanas de la Edad Media. Madrid, 1984.
- Juan de Encina: Poesía lírica y cancionero musical / ed. R.O. Jones, C.R. Lee. Madrid, 1975.
- La música en la corte de los Reyes Católicos, II, III, Polifonía profana: Cancionero Musical de Palacio (siglos XV—XVI). 2 vols / ed. H. Anglès. Barcelona. 1947, 1951 (= Monumentos de la Música Española, nos 5, 10).
- Sullivan H.W. Juan del Encina. Boston, 1976.
- Juan del Encina et le théâtre au XVe siècle (Aix-en-Provence 1986). Aix-en-Provence, 1987 (сборник статей).